# Hồ Xung
Hồ Xung (tiếng Trung: 胡沖; bính âm: Hú Chōng) là quan viên Đông Ngô thời Tam Quốc và Tây Tấn trong lịch sử Trung Quốc.

## Cuộc đời
Hồ Xung quê ở huyện Cố Thủy, quận Nhữ Nam, Dự Châu, là con trai của đại thần Hồ Tống, tính tình ôn hòa, có tài văn chương.
Năm 243, Hồ Tống chết, Xung tập tước Đô hương hầu.
Những năm 277–280, Hồ Xung giữ chức Trung thư lệnh dưới triều Tôn Hạo.
Năm 280, Đông Ngô gặp nguy cơ mất nước từ Tây Tấn, Tiết Doanh cùng Hồ Xung kiến nghị Tôn Hạo cho người đến phân hóa các tướng Vương Tuấn, Tư Mã Trụ, Vương Hồn của Tấn, nhưng công việc không đạt được kết quả như ý.
Cuối cùng, quân Tấn đánh đến Kiến Nghiệp, Tiết Doanh, Hồ Xung khuyên Tôn Hạo noi theo Hán Hậu chủ đầu hàng.
Thời Tấn, Hồ Xung làm quan đến Thượng thư lang, thái thú quận Ngô.

## Tác phẩm
Hồ Xung để lại tác phẩm Ngô lịch gồm 6 quyển.

## Trong văn hóa
Trong tiểu thuyết Tam quốc diễn nghĩa của La Quán Trung, Hồ Xung xuất hiện ở hồi 120, cùng Tiết Doanh khuyên Tôn Hạo hàng Tấn như trong lịch sử.